# Моше ибн Эзра
Моше ибн Э́зра (ивр. משה בן יעקב הסלח אבן עזרא‎, Моше бен-Яаков; араб. أبو هارون موسى بن يعقوب ابن عزرا‎, Муса Абу-Харун; известен также под прозвищем ха-Саллах — «писатель покаянных молитв»; ок. 1055 или ок. 1060, Гранада, — ок. 1135 или после 1138) — еврейский поэт и философ средневековой Испании. Писал на арабском языке и иврите.

## Биография
Моше ибн Эзра был родом из влиятельной гранадской семьи: трое его братьев были известными учёными, его родственником был поэт и толкователь Библии Авраам ибн Эзра. Одним из первых учителей Моше был поэт Ицхак бен Иехуда ибн Гийят, а сам он впоследствии поощрял первые шаги в поэзии Иехуды Галеви.
До середины жизни Моше ибн Эзра проживал в Гранаде, где занимал высокое положение в местной еврейской общине. Однако после завоевания Гранады альморавидами в 1090 году начались преследования евреев, и Моше ибн Эзра был вынужден оставить город и скитаться по еврейским общинам христианской части Испании, гораздо менее развитым в культурном отношении, чем общины мусульманской её части. Энциклопедические источники связывают его отъезд из Гранады также с личной трагедией: его сватовство к племяннице — дочери старшего брата — было отвергнуто, её выдали замуж за ещё одного брата и вскоре после этого она скончалась. В годы жизни в христианской Испании бен Эзра зависел от покровительства богатых меценатов и страдал от своего низкого положения.

## Творчество
Как поэт, Моше ибн Эзра отличался педантичным соблюдением всех требований просодии, для его стихотворений характерны сложная и изысканная композиция, орнаментальная образность языка. Отличительной особенностью произведений ибн Эзры была сквозная омонимическая рифма. В конце жизни им был написан на арабском языке трактат «Китаб ал-мухадара ва-л-музакара» (Kitab al-Muḥaḍarah wal-Mudhakarah — «Книга беседы и воспоминания», впервые переведён на иврит в 1924 году как «Шират Исраэль») — первое средневековое сочинение по еврейской поэтике и риторике, также затрагивающее темы арабской и кастильской поэзии.
В творческом наследии ибн Эзры присутствует поэзия как религиозного, так и светского характера. В его религиозном поэтическом творчестве основное место занимают так называемые слихот — покаянные песни-молитвы, широко распространённые среди восточного еврейства. Метрическое разнообразие, музыкальность и богатство рифмы в этих произведениях принесли ибн Эзре прозвище «Саллах» (буквально «мастер слихот»). Эти и другие религиозные стихотворения ибн Эзры были включены в синагогальную литургию многих еврейских средневековых общин.
Светская поэзия ибн Эзры была представлена в 1-й части «Дивана» и сборнике «Сефер ха-Анак» («Книга ожерелья», другое название, связанное с числом стихотворных строк, «Таршиш» — «Перламутр» или «Хризолит»); в XX веке увидело свет научно-критическое трёхтомное издание светской поэзии этого автора. Тематика светских стихотворений, созданных в гранадский период, традиционна — это произведения, посвящённые дружбе, любви, природе, вину. В период изгнания к этим темам добавляется мотив одиночества в «стране Эдома» (в еврейской средневековой литературе таким образом обозначалась христианская Испания) и тоски по родине.
Философские воззрения Моше ибн Эзры сформировались под влиянием неоплатонизма ибн Гебироля. Трактат ибн Гвироля «Мекор хаим» часто цитируется в собственном философском сочинении ибн Эзры «Ал-макала би-л-хадика фи ма‘на-л-маджаз ва-л-хакика» (Al Chadikah fi Maani al-Mujazwal Chakikah — «Райский трактат о значении сокрытого и истинного смысла»), написанном на арабском языке. Его анонимный перевод 1842 года на иврит известен как «Аругат ха-босем» (Arugat ha-Bosem — «Гряда благовоний»). В этом трактате ибн Эзра подходит к философским вопросам через рассмотрение метафорики языка. Значительную часть трактата составляют компиляции из наследия более ранних мыслителей (помимо ибн Гебироля, цитируются Гермес Трисмегист, отождествляемый ибн Эзрой с Енохом, Пифагор, Сократ, Платон, Аристотель, псевдо-Эмпедокл, Аль-Фараби, и Саадия Гаон); среди рассматриваемых им вопросов — свойства Бога и микрокосмическая природа человека.